# Thaumastosoma distinctum
Thaumastosoma distinctum is een pissebed uit de familie Nannoniscidae. De wetenschappelijke naam van de soort is voor het eerst geldig gepubliceerd in 1963 door Yakov Avadievich Birstein.